# Уяздово (Мазовецьке воєводство)
Уяздово (пол. Ujazdowo) — село в Польщі, у гміні Цеханув Цехановського повіту Мазовецького воєводства.
Населення — 92 особи (2011).
У 1975-1998 роках село належало до Цехановського воєводства.

## Демографія
Демографічна структура станом на 31 березня 2011 року:
|          | Загалом | Допрацездатний вік | Працездатний вік | Постпрацездатний вік |
| -------- | ------- | ------------------ | ---------------- | -------------------- |
| Чоловіки | 36      | 3                  | 26               | 7                    |
| Жінки    | 56      | 16                 | 30               | 10                   |
| Разом    | 92      | 19                 | 56               | 17                   |